# Stile restaurazione

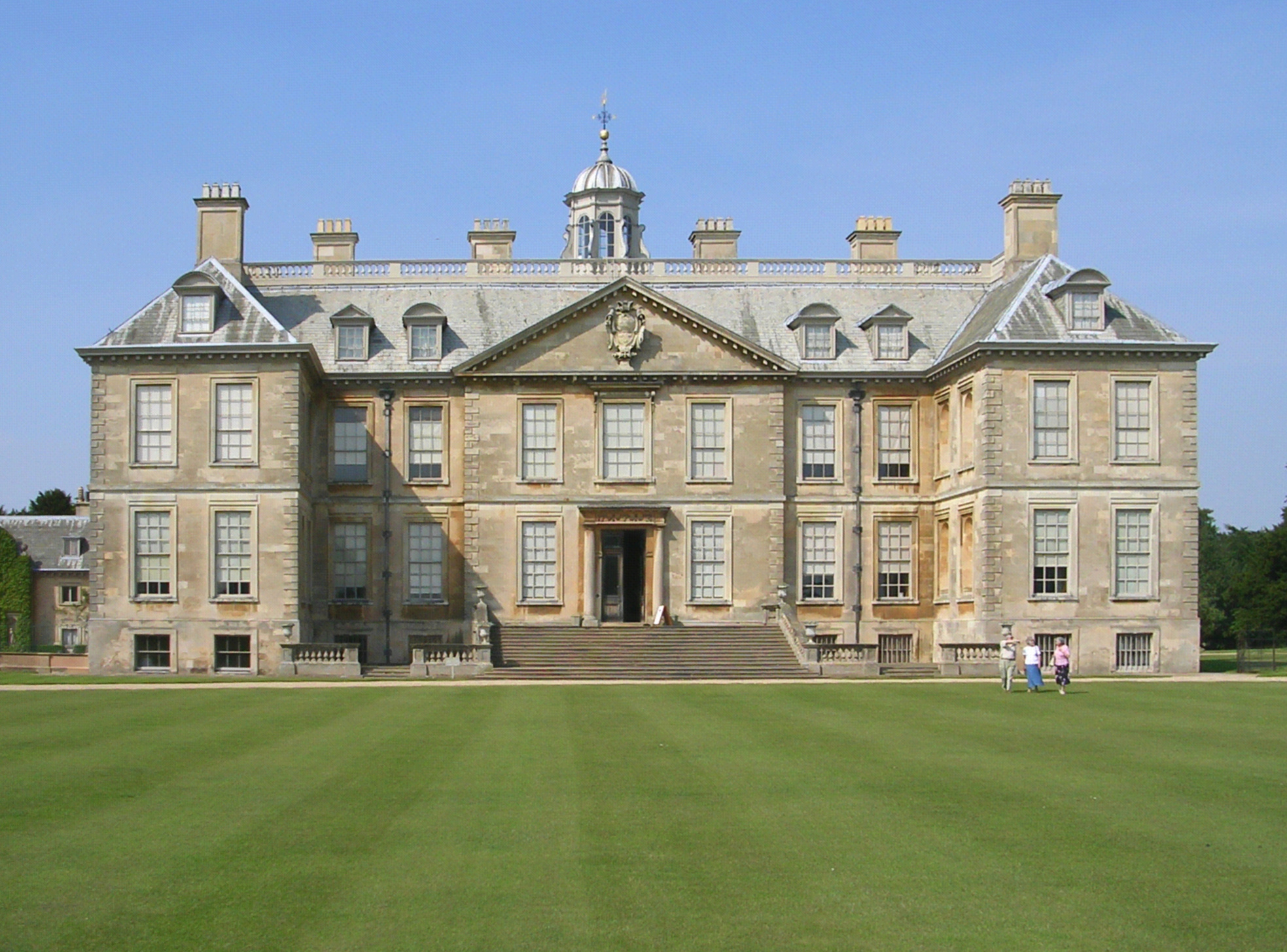
Belton House, un esempio di architettura in stile restaurazione.

Stile restaurazione, noto anche come stile Carolino (dal latino Carolus (Carlo), si riferisce all'arte decorativa, popolare in Inghilterra, dalla restaurazione della monarchia in Inghilterra nel 1660 ai tardi anni 1680 dopo il regno di Carlo II (regnante dal 1660 al 1685).

## Storia
Il ritorno del re e della sua corte dall'esilio in Francia, portò alla sostituzione della severità dei Puritani di stile Cromwelliano con un tocco di magnificenza ed opulenza di gusto  olandese e francese nel campo delle arti. Ciò era molto evidente nella costruzione del mobilio con l'uso di fiori intarsiati, del legno di noce invece di quello di quercia, delle gambe delle sedie attorcigliate, di impiallacciature di legni esotici, di sedili e schienali di sedie in canna di bambù, di sontuosi arazzi e di tappezzerie in velluto.
Gli argenti erano caratterizzati da motivi in rilievo di tulipani ed altra frutta con foglie. Le nuove tipologie di mobili introdotte in questo periodo comprendono armadi, cassettiere, poltrone, sedie con braccioli e letti a giorno.
Il potere crescente della Compagnia Inglese delle Indie Orientali portò ad un aumento delle importazioni di merci esotiche provenienti dalla  Cina e dal Giappone. Ciò portò ad una passione per le cineserie, che si rifletté sullo sviluppo dell'imitazione della lacca giapponese, della porcellana bianca e blu, delle decorazioni su ceramica, piatti decorati con scene in stile cinese e nuove forme di manufatti in argento come teiere.
Altri sviluppi nel periodo della restaurazione furono l'emergere dell'industria del vetro, dopo l'invenzione del vetro al piombo da parte di George Ravenscroft intorno al 1676.
Dopo l'ascesa al trono di Guglielmo III e Maria II nel 1689, lo stile restaurazione venne soppiantato da quello Guglielmo e Maria.